# Natura 2000-område nr. 139 Øvre Mølleådal, Furesø og Frederiksdal Skov
Natura 2000-område nr. 139 Øvre Mølleådal, Furesø og Frederiksdal Skov  er et Natura 2000-område der består af habitatområderne H103 og fuglebeskyttelsesområde F109 og har et areal på 1.987 hektar, hvoraf 1.484 ha er statsejet. I og omkring den vestlige del af Natura 2000-området ligger Naturpark Mølleåen, der er et sammenhængende naturområde på 50 km².

## Områdebeskrivelse
Natura 2000-området indeholder den øvre del af Mølleådalen med vandløbet Hestetangs Å/Vassingerødløbet, de store søer Furesø, Farum Sø, Bastrup Sø og Buresø, adskillige moser samt løvskovene Ganløse Eged, Terkelskov og Frederiksdal Skov. Bastrup Sø er Mølleåsystemets kildesø.
Ved den vestlige ende af Farum Sø ligger Farum Sortemose. Tidligere var der i mosen åbne enge og kær, der anvendtes til græsning og høslæt; i dag er den mange steder stærkt tilgroet med pil og birk.
Syd for søen ligger Sækken, der består af birke-ellesump og lysåbne moseområder med hængesæk.
Vaserne er et moseområde dannet ved Furesøens største vig, Store Kalv. Mosen består af
tørvegrave, enge, rørskovsarealer og navnlig af ellesumpe iblandet birk og pil. Sumpene har bevaret et urskovsagtigt præg med træernes høje rodnet ude i vandet og mange væltede stammer.
Tørvegravene er levested for stor kærguldsmed og lys skivevandkalv og de lysåbne mosearealer for sumpvindelsnegl. Også plettet rørvagtel har med års mellemrum ynglet her. I Vaserne ligger Olsens Sø, som er en mindre sø med rimeligt klart vand og en veludviklet undervandsvegetation.
Småsøerne, som ligger mellem Bastrup Sø og Buresø, er et særdeles fint rigkærsområde med stor
artsrigdom og mange sjældne plantearter. Den lille skæv vindelsnegl findes i flere af områdets
rigkær.
Natura 2000-området ligger i Egedal , Furesø , Rudersdal , Lyngby-Taarbæk, Allerød og Frederikssund Kommuner i Vandområdedistrikt II Sjælland i vandplanopland 2.2 Isefjord og Roskilde Fjord og 2.3 Øresund 

## Fredninger
Der er flere fredede arealer der helt eller delvist ligger i Natura 2000 området, bl.a. ved Frederiksdal, Vaserne, Bastrup- og Bure Sø, Mølleådalen, , Ryget Skov og Ryethøj, Sortemose (en del af Mølleåfredningen) og Krogenlund Mose.

## Eksterne kilder og henvisninger
1. ↑  "Vandplan 2.2 Isefjord og Roskilde Fjord" (PDF). Arkiveret fra originalen (PDF) 12. august 2018. Hentet 6. september 2019.
2. ↑  "Vandplan 2.3 Øresund" (PDF). Arkiveret fra originalen (PDF) 6. september 2019. Hentet 6. september 2019.
3. ↑  Frederiksdal Gods på fredninger.dk
4. ↑  Vaserne på fredninger.dk
5. ↑  Mølleåen - fra Burre Sø til Farum Sø på fredninger.dk
6. ↑  Ryget Skov og Ryethøj på fredninger.dk
7. ↑  Småsøerne - Krogenlund Mose Arkiveret 6. september 2019 hos  Wayback Machine på egedalkommune.dk

- Kort over området på miljoegis.mim.dk
- Naturplanen Arkiveret 6. september 2019 hos  Wayback Machine
- Basisanalysen 2016-21 Arkiveret 6. september 2019 hos  Wayback Machine